# Semiothisa tsekua
Semiothisa tsekua là một loài bướm đêm trong họ Geometridae.